# Arghișu, Cluj
Arghișu este un sat în comuna Aghireșu din județul Cluj, Transilvania, România.

## Istoric
Prima atestare documentară a satului apare în anul 1470.
Este situat la o altitudine de 357 metri deasupra nivelului mării, se învecinează la sud cu satul Ticu-Colonie, iar din partea de nord, est și vest cu județul Sălaj.

## Activitati  specifice zonei
Agricultură
Minerit
Extracția și prepararea nisipurilor cuarțoase și caolinoase, a caolinului și cuarțului granulat
Fabricarea ipsosului de construcții și a ipsosului medical